# جکسون (مینه‌سوتا)
جکسون، مینه‌سوتا (به انگلیسی: Jackson, Minnesota) یک شهر در ایالات متحده آمریکا است که در شهرستان جکسون واقع شده‌است.

## خصوصیات
جکسون ۱۱٫۹۱ کیلومترمربع مساحت و ۳٬۲۹۹ نفر جمعیت دارد و ۴۰۱ متر بالاتر از سطح دریا واقع شده‌است.